# Palatul Patriarhal
Palatul Patriarhal (cunoscut și ca Reședința Patriarhului) este un edificiu din București, amplasat pe Dealul Patriarhiei, ce funcționează ca reședință patriarhală. 
Edificiul de astăzi este construit pe locul în care Constantin Șerban Cârnul a construit o locuință pentru starețul mănăstirii. În 1688 Radu Leon numește mănăstirea mitropolie a țării, iar vechea locuință a starețului este refăcută și i se aduc diverse adăugiri. Între 1932-1935 arhitectul Gheorghe Simotta adaugă un corp palatului, astăzi corpul principal al palatului, format din sala mare a Tronului, cancelariile Patriarhiei, apartamentul Patriarhului și alte câteva încăperi.
Palatul Patriarhal are un paraclis ridicat de Mitropolitul Daniil sub Nicolae Mavrocordat, decorat cu fresce, precum și un magnific iconostas, mitre (una din 1693), un crucifix, o icoană din Tesalia din 1463 și câteva portrete pe pânză ale arhiepiscopilor.

## Numismatică
În anul 2010, Banca Națională a României a emis un set de cinci monede din argint, dedicate patriarhilor Bisericii Ortodoxe Române. Toate cele cinci monede poartă pe avers imaginea Palatului Patriarhal din București iar pe revers efigiile patriarhilor Miron Cristea, Nicodim Munteanu, Justinian Marina, Iustin Moisescu și, respectiv, Teoctist Arăpașu.